# Dusin
Dusin er et antal på 12 stykker. Ordet dusin kommer fra fransk douzaine, som er afledt af douze (tolv).
Et bagerdusin er derimod 13 i antal, i visse tilfælde 14. En af de meste udbredt accepterede forklaringer til ordets oprindelse er fra middelalderens England, hvor lovgivningen gjorde at en bager kunne blive idømt strenge straffe for at snyde på vægten og i en tid uden moderne hjælpemidler til at kvalitetssikre, måtte vedkommende derfor give lidt ekstra.